# バンサン・ランベール
バンサン・ランベール（英語: Vincent Lambert、1976年9月20日 - 2019年7月11日）は、フランスの元男性看護師である。
2008年の交通事故の影響で四肢麻痺になり、植物人間状態であったランベールは、10年以上病院で治療を受けていた。彼の延命措置の是非は5年以上に及ぶ法廷闘争にまで持ち込まれ、フランス国内を二分するほどの大論争を引き起こした。

## 生涯
ランベールは9人兄弟の中でも、母ビビアンヌと父ピエールの第1子という位置づけにいた。21歳のときに恋に落ちた女性と2007年に結婚し、翌年の2008年には妻が女の子を出産した。
2008年9月29日、ランベールは自動車事故で脳に重度の損傷を負い、四肢麻痺・意識不明の重体に陥った。ランベールはフランス北部のランスの病院に入院したときには既に自発呼吸ができなかったが、当時38歳で若かったため、植物人間状態での生存が選択された。
2011年には、医師からは「脳損傷による回復の見込みのない最小意識状態にある」として回復の見込みはないと診断され、この診断はその後も覆されることはなかった。妻のラシェルや甥のフランソワなどが「彼（バンサン・ランベール）は生前にもし万が一の時、執拗な延命治療などは受けたくないと言っていた」と証言したことを元に、妻の要請を受けた主治医のカリジェ医師は2013年4月に延命治療の停止を起こしたが、敬虔なカトリック教徒であった両親と6人の兄弟姉妹がこの処置に怒りを覚えたことから、2013年以降の法廷闘争にまで持ち込まれた。

### 法廷闘争へ
ランベールは生前にリビング・ウィルを残していなかったため、病状を巡っては治療の継続が必要な「最小意識状態」だと主張するランベールの両親を始めとした両親側の意見と、延命処置は本人の意志に沿わないとして「慢性的植物状態」だと主張する妻のラシェルを始めとした配偶者側の見解が対立し、法廷闘争にまで発展した。裁判は欧州人権裁判所（CEDH）や国連の障害者権利委員会（CPRD）にまで及んだ。法廷闘争の間には、国際連合の「障害者の権利委員会」（CPRD）がフランス政府に対して、法的問題を調査している期間には、ランベールの延命に関して如何なる決定も行わないように求めたり、アニエス・ビュザン保健相が「フランスは障害者権利委員会の要請に応じる用意はある」などと主張した上で、要求に法的拘束力はないなどと述べたりするなどの国際的な論争に発展した。

#### ランベールの延命治療推進側（両親側）
敬虔なカトリック教徒である母のビビアンヌを始めとした両親側は延命治療を望んでいた。そのため、法的措置による医師による生命維持装置取り外しを5度に渡って差し止めていた。これに賛同したローマ・カトリック教会の法王フランシスコも2019年5月にTwitter上で「命は神からの贈り物であり、自然な死を迎えるまで守り抜くことが必要だ」と訴え、ランベールの延命措置継続を求めた。また、ビビアンヌの支援団体はウェブサイト上で「彼は植物状態ではない」「自発呼吸をしている」などと主張し、生命維持を全面的に主張した。
また、2005年成立のレオネッティ法に基づいて2013年5月に水分・栄養補給を停止したサンチェス主治医に対して、ランベールの両親側は家族に延命治療の停止時刻が知らされていなかったことを理由に、ランベールの治療にあたっていたサンチェス主治医を医師会から除名するように要求していた。この際、母のビビアンヌは支援者たちの前で「医師はケダモノ!」などと叫んでいたことが報道されている。この他にも、両親側とその支援者は障害者権利委員会（CPRD）にランベールの延命治療停止を無効にすることを訴えていた。

#### ランベールの延命治療停止側（配偶者側）
配偶者側の妻ラシェルは、書状には残っていないものの、ランベールが事故以前に人工的に生かされることは嫌だと明確な意思表示をしていたと主張した。フランス国内の新聞やラジオなどはランベールが四肢麻痺の状態になる前に「人工的に生かされたくない」「植物状態で生きたくないと言っていた」などと発していたという肯定派の意見を取り上げた。また、妻のラシェルは2014年に著書『Vincent, parce que je l'aime, je veux le laisser partir』（バンサン、愛しているから、あなたを旅立たせたい）を出版し、「（夫が）自由な人であってほしい。彼の信念が尊重されるべき」などと訴え、ランベールの尊厳死を求めた。配偶者側は「消極的安楽死」法に基づいて水分補給・栄養の静脈投与を停止することを求めていた。

#### 判決
ランベールに対しての延命治療の是非を問うための長い法定論争の結果は二転三転していた。一審は2014年5月20日に延命治療停止を無効にする判決を下し、両親側の弁護団と安楽死反対支援者グループなどは裁判所の前などで「勝利獲得!」などと歓声を挙げていた。しかし、フランスの最高行政裁判所・国務院は2014年6月24日は「回復の見込みが全くない患者の人工的水分・栄養補給の停止は合法」とする判決を言い渡した。この判決が下される直前にランベールの母は欧州人権裁判所に提訴し、その訴えが受理されたがために、欧州人権裁判所の判決が下されるまで暫定的な延命治療の継続が決められた。2015年6月5日、欧州人権裁判所はランベールへの栄養の静脈投与停止は欧州人権条約には違反しないとして、国務院の判決を支持する判決を下し、ランベールから人工呼吸器を取り外すことは「尊厳」にあたるとした。その後も裁判は続けられ、最終的には、2019年6月28日にフランスの最高裁判所である破棄院が両親側の訴えを棄却し、治療の停止が認められた。また、2019年4月24日に、フランスの行政訴訟の最高機関・国務院は、2018年4月9日にランス大学病院の医師団がランベールに対する執拗な延命治療を停止したことはレオネッティ法などに基づいており、合法であったと認めた。

### 判決後
判決を受けて、2019年7月1日にランベールの母ビビアンヌは国連人権理事会で「バンサンを殺そうとしている。彼は終末期ではないし、植物状態でもない」と主張したが、最終的に判決が覆ることはなかった。その後、判決を元に、担当医がランベールの生命維持装置を外す決断をしたことを2019年5月11日に配偶者側の弁護士が明かした。2019年7月2日から入院先のランス市内のランス大学病院ではランベールに対する水分・栄養の補給停止が実施され、9日後の2019年7月11日午前8時24分（日本時間: 2019年7月11日午後3時24分）に亡くなった。

## ランベールの死後
ランベールの死去を受けて、ランベールの生命の保護を呼びかけていたローマ教皇フランシスコは、「見捨てられ、死ぬがままの状態に置かれた病者たちのために祈りましょう。一つの社会は、生命が保護される時、その最初から自然の死に至るまで、誰が生きている価値があり、誰が価値がないかを選ばず、すべての生命が守られる時に、人間的な社会とされるのです。医師は命のために奉仕し、命を取り去るために奉仕するのではありません。」とツイートした。
ヴィンチェンツォ・パリア大司教が議長を務める教皇庁立生命アカデミーは、「ヴァンサン・ランベールの家族と、医師団、そしてすべての関係者のために祈ります。ヴァンサン・ランベールの死とそのストーリーは、わたしたち人類にとって、一つの敗北です。」とツイートした。
また、バチカンのアレッサンドロ・ジソッティ暫定広報局長は、「ヴァンサン・ランベールさんの訃報をわたしたちは悲しみをもって受け取りました。主がランベールさんを迎え入れてくださるよう祈ると共に、最後まで彼に愛と献身をもって寄り添った、家族の方々をはじめすべての人々に精神的一致を表明します。この痛ましいケースをめぐり、考えを示されてきた教皇の次の言葉をわたしたちは思い起こし、強調したいと思います。『生命の最初から自然の死に至るまで、命の主は神だけです。命を守るためにできる限りのことをするのは、わたしたちの義務です。切り捨ての文化に屈してはなりません』」という声明を発表した。
ランベールがリビングウィルを残さなかったことが禍根を残す一因となったことを背景に、2016年のフランスの法改正では「リビングウィル」に関する法的枠組みが明確化され、作成をより簡単にするための措置が導入された。